# Divize 1938/1939
V soubojích 10. ročníku druhé nejvyšší fotbalové soutěže – Divize 1938/39 – se utkalo 42 mužstev ve čtyřech skupinách každý s každým dvoukolově na podzim 1938 a na jaře 1939. Středočeská divize měla 13 účastníků, Moravskoslezská divize byla dvanáctičlenná, Východočeská divize měla 10 účastníků a v Západočeské divizi startovalo 7 mužstev.
Byla rozehrána také Slovenská divize, po mnichovských událostech však nebyla dohrána. V pátek 4. listopadu 1938 byl založen Slovenský futbalový sväz (nyní Slovenský futbalový zväz, česky Slovenský fotbalový svaz) a na jaře 1939 zorganizoval vlastní soutěže.
Vítězové jednotlivých skupin – AFK Bohemians, SK Viktoria Plzeň, AFK Pardubice a SK Prostějov – se utkali v kvalifikačním turnaji o postup do Národní ligy. Do nejvyšší soutěže se vrátila obě mužstva, která ji opustila po sezoně 1937/38 – SK Prostějov a SK Viktoria Plzeň.

## Středočeská divize
| Poř. | Tým                    | Z  | V  | R | P  | VG  | OG | B  |
| ---- | ---------------------- | -- | -- | - | -- | --- | -- | -- |
| 1.   | AFK Bohemians          | 24 | 21 | 0 | 3  | 101 | 29 | 42 |
| 2.   | SK Hvězda Košíře       | 24 | 13 | 3 | 8  | 65  | 60 | 29 |
| 3.   | SK Kralupy nad Vltavou | 24 | 12 | 4 | 8  | 50  | 46 | 28 |
| 4.   | SK Sparta Kladno (N)   | 24 | 13 | 2 | 9  | 66  | 72 | 28 |
| 5.   | SK Nusle               | 24 | 10 | 7 | 7  | 77  | 53 | 27 |
| 6.   | SK Rapid Praha (N)     | 24 | 12 | 2 | 10 | 68  | 58 | 26 |
| 7.   | Nuselský SK            | 24 | 11 | 4 | 9  | 58  | 62 | 26 |
| 8.   | SK Meteor Praha VIII   | 24 | 11 | 2 | 11 | 81  | 71 | 24 |
| 9.   | SK Čechie Karlín       | 24 | 10 | 4 | 10 | 59  | 58 | 24 |
| 10.  | SK Sparta Košíře       | 24 | 9  | 4 | 11 | 62  | 65 | 22 |
| 11.  | AFK Kolín              | 24 | 8  | 4 | 12 | 45  | 61 | 20 |
| 12.  | AFK Union Žižkov       | 24 | 5  | 1 | 18 | 44  | 80 | 11 |
| 13.  | SK Viktoria Nusle      | 24 | 1  | 3 | 20 | 27  | 88 | 5  |

Poznámky:
- Z = Odehrané zápasy; V = Vítězství; R = Remízy; P = Prohry; VG = Vstřelené góly; OG = Obdržené góly; B = Body; (N) = Nováček (postoupivší z nižší soutěže)

|  | Kvalifikace o postup do Národní ligy 1939/40 |
|  | Sestup do příslušné I. A třídy 1939/40       |

## Divize českého venkova

### Západočeská divize
| Poř. | Tým                         | Z  | V  | R | P | VG | OG | B  |
| ---- | --------------------------- | -- | -- | - | - | -- | -- | -- |
| 1.   | SK Viktoria Plzeň (S)       | 12 | 11 | 0 | 1 | 62 | 12 | 22 |
| 2.   | SK České Budějovice         | 12 | 8  | 1 | 3 | 46 | 19 | 17 |
| 3.   | SK Český lev Beroun         | 12 | 6  | 1 | 5 | 36 | 30 | 13 |
| 4.   | SK Hořovice                 | 12 | 6  | 0 | 6 | 26 | 25 | 12 |
| 5.   | SK Stadion České Budějovice | 12 | 4  | 2 | 6 | 29 | 49 | 10 |
| 6.   | SK Petřín Plzeň             | 12 | 2  | 1 | 9 | 19 | 48 | 5  |
| 7.   | SK Horymír Příbram (N)      | 12 | 2  | 1 | 9 | 21 | 55 | 5  |

Poznámky:
- Z = Odehrané zápasy; V = Vítězství; R = Remízy; P = Prohry; VG = Vstřelené góly; OG = Obdržené góly; B = Body; (N) = Nováček (postoupivší z nižší soutěže); (S) = Sestoupivší z vyšší soutěže

|  | Kvalifikace o postup do Národní ligy 1939/40 |

### Východočeská divize
| Poř. | Tým                           | Z  | V  | R | P  | VG | OG | B  |
| ---- | ----------------------------- | -- | -- | - | -- | -- | -- | -- |
| 1.   | AFK Pardubice                 | 18 | 13 | 3 | 2  | 60 | 27 | 29 |
| 2.   | SK Polaban Nymburk            | 18 | 13 | 2 | 3  | 59 | 39 | 28 |
| 3.   | SK Červený Kostelec           | 18 | 9  | 3 | 6  | 49 | 48 | 21 |
| 4.   | SK Dvůr Králové nad Labem     | 18 | 9  | 2 | 7  | 55 | 37 | 20 |
| 5.   | SK Aston Villa Mladá Boleslav | 18 | 7  | 4 | 7  | 49 | 59 | 18 |
| 6.   | SK Respo Kutná Hora (N)       | 18 | 7  | 3 | 8  | 40 | 44 | 17 |
| 7.   | SK Explosia Semtín            | 18 | 7  | 1 | 10 | 57 | 50 | 15 |
| 8.   | Mladoboleslavský SK           | 18 | 5  | 4 | 9  | 50 | 61 | 14 |
| 9.   | SK Hradec Králové             | 18 | 5  | 2 | 11 | 36 | 49 | 12 |
| 10.  | AFK Chrudim                   | 18 | 2  | 2 | 14 | 19 | 61 | 6  |

Poznámky:
- Z = Odehrané zápasy; V = Vítězství; R = Remízy; P = Prohry; VG = Vstřelené góly; OG = Obdržené góly; B = Body; (N) = Nováček (postoupivší z nižší soutěže)

|  | Kvalifikace o postup do Národní ligy 1939/40 |
|  | Sestup do příslušné I. A třídy 1939/40       |

### Mistrovství českého venkova
SK Viktoria Plzeň – AFK Pardubice 8:1 a 3:3

## Moravskoslezská divize
| Poř. | Tým                         | Z  | V  | R | P  | VG  | OG | B  |
| ---- | --------------------------- | -- | -- | - | -- | --- | -- | -- |
| 1.   | SK Prostějov (S)            | 22 | 19 | 1 | 2  | 96  | 15 | 39 |
| 2.   | SK Olomouc ASO              | 22 | 17 | 4 | 1  | 83  | 22 | 38 |
| 3.   | SK Rolný Prostějov          | 22 | 17 | 2 | 3  | 103 | 28 | 36 |
| 4.   | SK Hodonín (N)              | 22 | 12 | 2 | 8  | 75  | 56 | 26 |
| 5.   | SK Arsenal Husovice         | 22 | 10 | 3 | 9  | 59  | 51 | 23 |
| 6.   | SK Přerov                   | 22 | 7  | 6 | 9  | 48  | 70 | 20 |
| 7.   | SK Ostravská Slavia Ostrava | 22 | 9  | 2 | 11 | 39  | 70 | 20 |
| 8.   | SK Hanácká Slavia Kroměříž  | 22 | 8  | 3 | 11 | 43  | 55 | 19 |
| 9.   | SK Šlapanice (N)            | 22 | 7  | 4 | 11 | 54  | 56 | 18 |
| 10.  | SK Žabovřesky               | 22 | 7  | 2 | 13 | 34  | 67 | 16 |
| 11.  | SK Moravská Slavia Brno     | 22 | 3  | 1 | 18 | 17  | 97 | 7  |
| 12.  | SK Slavia Michálkovice      | 22 | 0  | 2 | 20 | 7   | 71 | 2  |

Poznámky:
- Z = Odehrané zápasy; V = Vítězství; R = Remízy; P = Prohry; VG = Vstřelené góly; OG = Obdržené góly; B = Body; (N) = Nováček (postoupivší z nižší soutěže); (S) = Sestoupivší z vyšší soutěže

|  | Kvalifikace o postup do Národní ligy 1939/40 |
|  | Sestup do příslušné I. A třídy 1939/40       |

## Kvalifikační turnaj o postup do Národní ligy

### Konečná tabulka
| Poř. | Tým               | Z | V | R | P | VG | OG | B |
| ---- | ----------------- | - | - | - | - | -- | -- | - |
| 1.   | SK Prostějov      | 6 | 4 | 0 | 2 | 15 | 9  | 8 |
| 2.   | SK Viktoria Plzeň | 6 | 4 | 0 | 2 | 13 | 11 | 8 |
| 3.   | AFK Bohemians     | 6 | 3 | 0 | 3 | 21 | 16 | 6 |
| 4.   | AFK Pardubice     | 6 | 1 | 0 | 5 | 11 | 24 | 2 |

|  | Postup do Národní ligy 1939/40 |
|  | Setrvání v divizi              |